# Thelma Coyne Long
Thelma Dorothy Coyne Long, avstralska tenisačica, * 14. oktober 1918, Sydney, Avstralija, † 13. april 2015, Sydney.
Thelma Coyne Long se je v posamični konkurenci šestkrat uvrstila v finale turnirjev za Grand Slam, v vseh primerih na turnirju za Prvenstvo Avstralije, ki ga je osvojila v letih 1952 in 1954, v finalu je premagala Helen Angwin in Jenny Staley Hoad. Še štirikrat se je uvrstila v finale turnirja, v letih 1940, 1951, 1955 in 1956, ko so jo premagale dvakrat Nancye Wynne Bolton ter Beryl Penrose in Mary Carter Reitano. Na ostalih treh turnirjev za Grand Slam se je najdlje uvrstila v četrtfinale. V konkurenci ženskih dvojic je dvanajstkrat osvojila Prvenstvo Avstralije, v konkurenci mešanih dvojic pa štirikrat Prvenstvo Avstralije in enkrat Amatersko prvenstvo Francije. Leta 2013 je bila sprejeta v Mednarodni teniški hram slavnih.

## Finali Grand Slamov

### Posamično (6)

#### Zmage (2)
| Leto | Turnir                   | Nasprotnica v finalu | Rezultat finala |
| 1952 | Prvenstvo Avstralije     | Helen Angwin         | 6–2, 6–3        |
| 1954 | Prvenstvo Avstralije (2) | Jenny Staley Hoad    | 6–3, 6–4        |

#### Porazi (4)
| Leto | Turnir                   | Nasprotnica v finalu | Rezultat finala |
| 1940 | Prvenstvo Avstralije     | Nancye Wynne Bolton  | 7–5, 4–6, 0–6   |
| 1951 | Prvenstvo Avstralije (2) | Nancye Wynne Bolton  | 1–6, 5–7        |
| 1955 | Prvenstvo Avstralije (3) | Beryl Penrose        | 4–6, 3–6        |
| 1956 | Prvenstvo Avstralije (4) | Mary Carter Reitano  | 6–3, 2–6, 7–9   |